# Équipe de France féminine de basket-ball en 2016

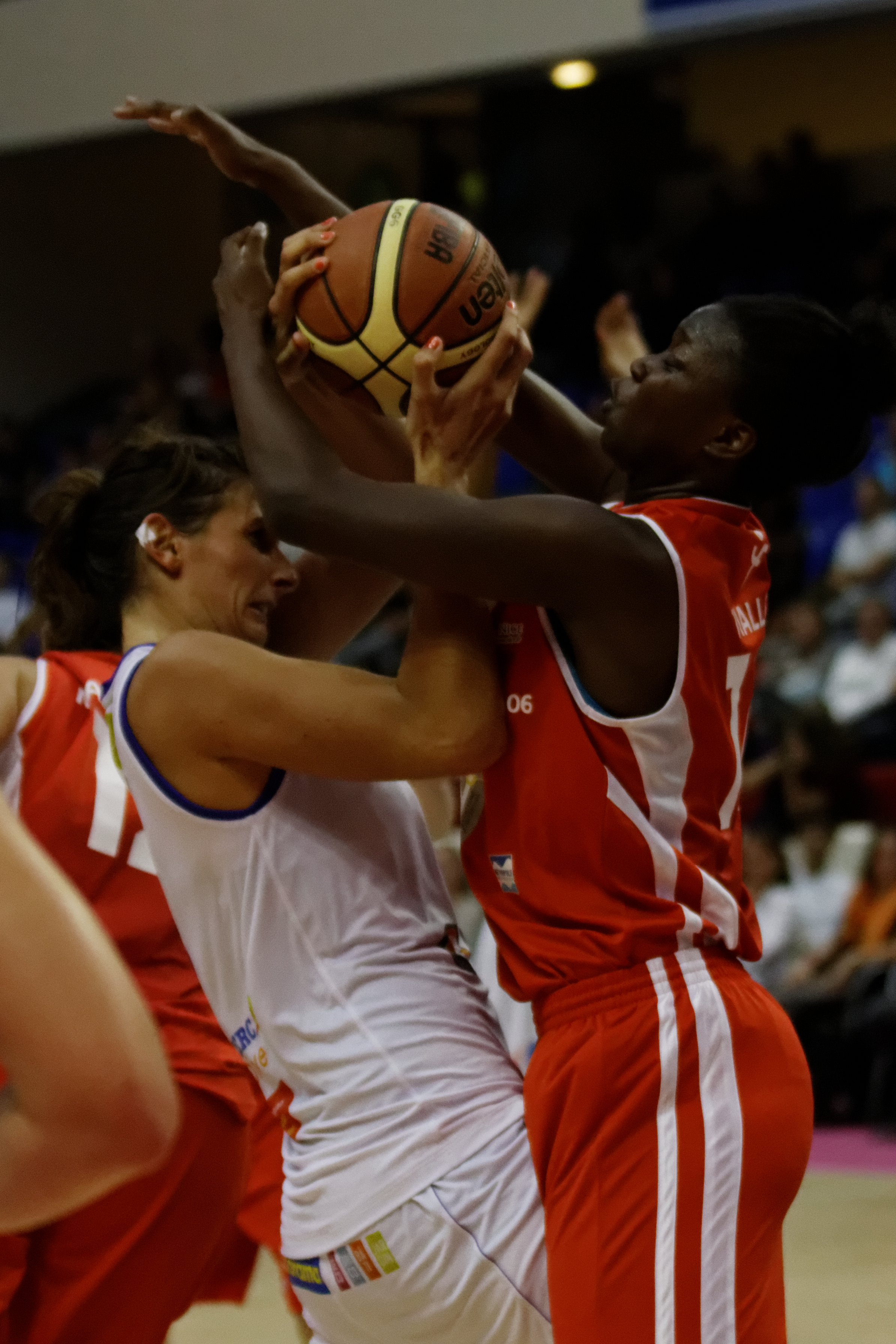
Héléna Ciak (en blanc) au rebond.

L'équipe de France commence sa saison 2016 en poursuivant les qualifications pour le Championnat d'Europe de basket-ball féminin 2017.
Elle se qualifie pour le tournoi olympiques de Rio. Malgré la blessure de la capitaine Céline Dumerc juste avant le début du tournoi, la France se classe quatrième.

## Contexte
La France a reporté en novembre 2015 ses deux premières rencontres face à l'Estonie (69-41) à domicile et aux Pays-Bas (52-76) à l'extérieur. Elle doit d'abord affronter la Croatie puis l'Estonie à l'extérieur les 20 et 24 février.
Au début de l'été, les Bleues disputeront en France le tournoi pré-olympique pour être l'une des cinq équipes qualifiées pour les Jeux olympiques d'été de 2016. Pour la capitaine, « Nous allons jouer ce tournoi étape par étape afin de se qualifier pour les Jeux. Nous espérons le faire en trois matches sans avoir à jouer celui pour la 5e place. Nous allons peut-être en jouer 3, 4 ou 5, mais ce n'est pas ce à quoi nous pensons. »
Les 19 et 23 novembre sont programmées les deux dernières rencontres qualificatives pour l'Euro 2017, toutes deux à domicile face aux Pays-Bas puis à la Croatie.

## Qualifications du championnat d'Europe 2017
Une sélection de 16 joueuses est annoncée, mais Marième Badiane se blessant lors de la dernière journée de championnat avant le rassemblement national, elle est forfait. Sara Chevaugeon et Laëtitia Kamba quittent le groupe réduit à treize avant le déplacement en Croatie.
| Poste      | Joueuse           | Naissance        | Taille | matchs | points | Club 2015-2016                        |
| ---------- | ----------------- | ---------------- | ------ | ------ | ------ | ------------------------------------- |
| ailière    | Nwal-Endéné Miyem | 15 mai 1988      | 1,88 m | 2      | 31     | Dynamo Koursk                         |
| meneuse    | Céline Dumerc     | 9 juillet 1982   | 1,69 m | 2      | 7      | Tango Bourges Basket                  |
| ailière    | Sarah Michel      | 10 janvier 1989  | 1,80 m | 2      | 2      | Lattes Montpellier                    |
| arrière    | Gaëlle Skrela     | 24 janvier 1983  | 1,77 m | 2      | 20     | Lattes Montpellier                    |
| intérieure | Héléna Ciak       | 15 décembre 1989 | 1,95 m | 2      | 22     | Tango Bourges Basket                  |
| arrière    | Paoline Salagnac  | 13 mars 1984     | 1,76 m | 2      | 6      | Tango Bourges Basket                  |
| arrière    | Marine Johannès   | 21 janvier 1995  | 1,77 m | 2      | 7      | USO Mondeville                        |
| ailière    | Valériane Ayayi   | 29 avril 1994    | 1,84 m | 2      | 20     | Lattes Montpellier                    |
| intérieure | Marielle Amant    | 9 décembre 1989  | 1,90 m | 2      | 7      | ESB Villeneuve-d’Ascq Lille Métropole |
| meneuse    | Ingrid Tanqueray  | 25 août 1988     | 1,64 m | 2      | 7      | Tango Bourges Basket                  |
| pivot      | Aby Gaye          | 4 février 1995   | 1,95 m | 2      | 19     | ESB Villeneuve-d’Ascq Lille Métropole |
| meneuse    | Olivia Époupa     | 30 avril 1994    | 1,65 m | 1      | 3      | Toulouse Métropole Basket             |
| intérieure | Ana Filip         | 20 juin 1989     | 1,95 m | 1      | 4      | Tango Bourges Basket                  |
| intérieure | Laëtitia Kamba    | 10 janvier 1987  | 1,87 m |        |        | ESB Villeneuve-d’Ascq Lille Métropole |
| meneuse    | Marième Badiane   | 24 novembre 1994 | 1,90 m |        |        | USO Mondeville                        |
| ailière    | Sara Chevaugeon   | 12 février 1993  | 1,75 m |        |        | Tango Bourges Basket                  |

### Matches des qualifications pour l'Euro 2017
Des treize joueuses, Ana Maria Filip est désignée pour ne pas disputer la première rencontre.
Dans le Hall Vijus de Slavonski Brod bien garni, les Croates veulent réaliser un exploit après leur contre-performance de la première journée, une défaite face aux Pays-Bas. Valériane Ayayi puis Gaëlle Skrela (14 points et 8 rebonds) répliquent parfaitement à Marija Rezan. Bien que privées des blessées Diandra Tchatchouang, Sandrine Gruda et Isabelle Yacoubou, les Bleues fixent la défense à l'intérieur pour ressortir la balle et réussir de bons tirs extérieurs. Céline Dumerc doit sortir sur un choc au nez, mais les Bleues mènent 28 à 12 à la fin du premier quart-temps. Les Croates se rapprochent avec l'ancienne perpignanaise Iva Ciglar (25 points, 6 passes décisives et 5 interceptions) à l'extérieur, Rezan au poste puis fugitivement avec la naturalisée Shavonte Zellous (6 points à 2/7 aux tirs) sur jeu rapide. Après un temps mort de Valérie Garnier (19-30, 12e), Sarah Michel, Aby Gaye (12 points à 5/8 aux tirs et 4 rebonds en 15 minutes de jeu) et surtout Endy Miyem (14 points et 7 rebonds) redonnent de l'air aux Bleues, mais les locales réduisent un temps l'écart à moins de 10 points. L'adresse française, notamment de Gaëlle Skrela permet d’atteindre la pause sur une marque de 48 à 29. Au retour des vestiaires, l'avance française atteint 24 points. La défense de zone croate gêne les Bleues (65-50, 30e). Sous l'impulsion de Ciglar, les locales recollent à sept unités à 75 secondes de la fin, mais le sang froid de Céline Dumerc et un lancer franc de Marielle Amant scellent la victoire française. Pour Valérie Garnier « C'était un match difficile. Nous avons alterné entre de bonnes choses et d'autres moins bonnes. Nous avons eu des difficultés à contrôler nos temps forts, et nous avons perdu beaucoup de ballons dans la 2e mi-temps, ce qui n'est pas normal à ce niveau. Cette victoire nous rapproche tout de même de notre objectif initial : la qualification pour l'Euro 2017 »,.
Après leur victoire à l'aller (69-41) en novembre 2015, les Bleues ont dominé pendant trois quart-temps (32-65, 30e), avant un dernier quart-temps en roue libre (15-11) pour s'imposer 76-47. Olivia Époupa laisse sa place sur la feuille de match à Ana Filip pour cette rencontre. En début de rencontre, la défense tricolore empêche les Estoniennes de déployer leur jeu tourné autour du tir à trois points et de l’agressivité. Endy Miyem (17 points dont 9 dès le premier quart, 7 rebonds, 5 passes), puis Héléna Ciak (14 points, 2 rebonds) creusent l'écart, bien secondées par Ana Filip (4 points, 7 rebonds), Aby Gaye (7 points, 2 rebonds, 2 passes) et Marielle Amant (6 points). Valérie Garnier a ainsi pu faire tourner son effectif et donner des minutes (entre 11 et 25 minutes) aux douze joueuses présentes, dont notamment Marine Johannès qui réalise trois interceptions en sus de ses 5 points et 3 rebonds,,. Pour la capitaine Céline Dumerc « Nous avons été dominantes à l'intérieur [44 points dans la raquette contre 18], mais ce n'est pas le résumé du match. Nous avons réussi à faire tourner le ballon avant cela pour terminer nos actions collectives proches du cercle » même si Valérie Garnier pointe, perfectionniste que « Nous avons également raté plusieurs paniers faciles. Nous devons apprendre à marquer, même avec une faible opposition. »
| Date       | Lieu           | Adversaire | Score   | Compétition | Meilleure marqueuse (France) |
| ---------- | -------------- | ---------- | ------- | ----------- | ---------------------------- |
| 20 février | Slavonski Brod | Croatie    | V 70-79 | Qualif CE   | Valériane Ayayi (15 points)  |
| 24 février | Tallinn        | Estonie    | V 47-76 | Qualif CE   | Endy Miyem (17 points)       |

## Tournoi pré-olympique
L'organisation du Tournoi préolympique est confiée à la France qui est préférée à l'Espagne. Il se tient à la salle de la Trocardière de Nantes, d'une capacité de 4 238 spectateurs, du 13 au 19 juin 2016 en vue de déterminer 5 équipes parmi les 12 invitées pour participer aux Jeux olympiques de Rio du 5 au 21 août. Pour le directeur technique national Patrick Beesley, « participer aux Jeux Olympiques est essentiel pour nos Équipes de France, et le fait d’évoluer à domicile pour ce TQO féminin est un atout pour les Bleues. » Le président de la Fédération Jean-Pierre Siutat estime que « après l’EuroBasket Women 2013 puis l’EuroBasket 2015 qui se sont déroulés en France, le fait d’être choisi pour accueillir le tournoi de qualification olympique féminin 2016 montre la reconnaissance de la FIBA en notre expertise dans l’organisation de grands évènements internationaux, et en notre capacité à en faire un succès populaire. »
Les Bleues participeront à deux tournois de préparation. Lors du premier à Angers du 26 au 28 mai, elles disputeront trois rencontres à la salle Jean Bouin (2 700 places). Puis elles enchaineront sur trois autres rencontres du 7, 8 et 9 juin à la Halle Bérégovoy 2 000 places de Mondeville.
Une présélection de 18 joueuses est annoncée le 21 avril avec une nouvelle joueuse Amel Bouderra et l'absence de Diandra Tchatchouang, victime au cours de l'hiver d'une rupture des ligaments croisés.
Le 25 mai, après dix jours de stage à Angers et à la veille de son premier match de préparation contre le Japon, le staff annonce le départ d'Ana Filip, Aby Gaye, Johanne Gomis et Ingrid Tanqueray, réduisant le groupe à 14 joueuses. LE 6 juin, la meneuse Amel Bouderra quitte le groupe, réduit à 13. Ce n'est que le 10 juin, après la dernière rencontre amicale, qu'est écartée la treizième joueuse, Paoline Salagnac.
| Numéro | Poste      | Joueuse           | Naissance        | Taille | matchs | points | Club 2015-2016                        |
| ------ | ---------- | ----------------- | ---------------- | ------ | ------ | ------ | ------------------------------------- |
| 4      | intérieure | Isabelle Yacoubou | 21 avril 1986    | 1,95 m | 7      | 71     | Famila Schio                          |
| 5      | ailière    | Nwal-Endéné Miyem | 15 mai 1988      | 1,88 m | 7      | 84     | Dynamo Koursk                         |
| 7      | intérieure | Sandrine Gruda    | 25 juin 1987     | 1,95 m | 5      | 25     | UMMC Iekaterinbourg                   |
| 9      | meneuse    | Céline Dumerc     | 9 juillet 1982   | 1,69 m | 6      | 69     | Tango Bourges Basket                  |
| 10     | ailière    | Sarah Michel      | 10 janvier 1989  | 1,80 m | 8      | 39     | Lattes Montpellier                    |
| 11     | ailière    | Valériane Ayayi   | 29 avril 1994    | 1,84 m | 8      | 57     | Lattes Montpellier                    |
| 12     | arrière    | Gaëlle Skrela     | 24 janvier 1983  | 1,77 m | 7      | 13     | Lattes Montpellier                    |
| 16     | intérieure | Héléna Ciak       | 15 décembre 1989 | 1,95 m | 8      | 56     | Tango Bourges Basket                  |
| 17     | arrière    | Marine Johannès   | 21 janvier 1995  | 1,77 m | 8      | 37     | USO Mondeville                        |
| 18     | intérieure | Marielle Amant    | 9 décembre 1989  | 1,90 m | 7      | 24     | ESB Villeneuve-d’Ascq Lille Métropole |
| 19     | meneuse    | Olivia Époupa     | 30 avril 1994    | 1,65 m | 8      | 37     | Toulouse Métropole Basket             |
| 21     | intérieure | Laëtitia Kamba    | 10 janvier 1987  | 1,87 m | 7      | 29     | ESB Villeneuve-d’Ascq Lille Métropole |
|        | meneuse    | Amel Bouderra     | 26 mars 1989     | 1,63 m | 2      | 0      | Flammes Carolo basket                 |
|        | arrière    | Paoline Salagnac  | 13 mars 1984     | 1,76 m | 4      | 11     | Tango Bourges Basket                  |
|        | meneuse    | Ingrid Tanqueray  | 25 août 1988     | 1,64 m |        |        | Tango Bourges Basket                  |
|        | pivot      | Aby Gaye          | 4 février 1995   | 1,95 m |        |        | ESB Villeneuve-d’Ascq Lille Métropole |
|        | intérieure | Ana Filip         | 20 juin 1989     | 1,95 m |        |        | Tango Bourges Basket                  |
|        | arrière    | Johanne Gomis     | 11 juillet 1985  | 1,79 m |        |        | ESB Villeneuve-d’Ascq Lille Métropole |

| Date   | Lieu       | Adversaire | Score     | Compétition | Meilleure marqueuse (France)  |
| ------ | ---------- | ---------- | --------- | ----------- | ----------------------------- |
| 26 mai | Angers     | Japon      | D 67 - 70 | Amical      | Héléna Ciak (17 points)       |
| 28 mai | Angers     | Serbie     | V 80 - 51 | Amical      | Héléna Ciak (15 points)       |
| 7 juin | Mondeville | Canada     | D 52 - 66 | Amical      | Céline Dumerc (16 points)     |
| 8 juin | Mondeville | Chine      | V 56 - 43 | Amical      | Isabelle Yacoubou (12 points) |
| 9 juin | Mondeville | Australie  | V 58 - 50 | Amical      | Marine Johannès (12 points)   |

Portées par le trio formé par Yuka Mamiya (19 points et 6 rebonds), Maki Takada (18 points et 7 rebonds) et Mika Kurihara (17 points et 5 rebonds avec 5 tirs réussis sur 9 à trois points), les Japonaises créent la surprise en remportant leur première victoire face à la France depuis 1996 (victoire 95-86 à Mirande), en disposant des Bleues 70 à 67. Endy Miyem (6 points) et Céline Dumerc (13 points, 7 passes décisives et 3 interceptions) quittent le match avant terme sur blessure. Si Céline Dumerc donne aux tricolores un mince avantage à la pause (41-39, 20e). Les Japonaises reviennent au score grâce à des erreurs défensives françaises. Le Japon repasse devant 54 à 52 à la 28e minute. D’une passe magnifique d’Amel Bouderra, Salagnac marque dans la raquette et la France repasse devant de justesse à la fin du troisième quart temps (57-56). Sur un panier de Paoline Salagnac (6 points à 50 %, la France reste légèrement en tête au bout de 30 minutes de jeu (53-52). Malgré Héléna Ciak (17 points, 6 rebonds). Les Bleues perdent la balle à 15 secondes de la fin du match et les Japonaises marquent en contre-attaque pour mener 68 à 67, puis s’imposent 67-70,,.

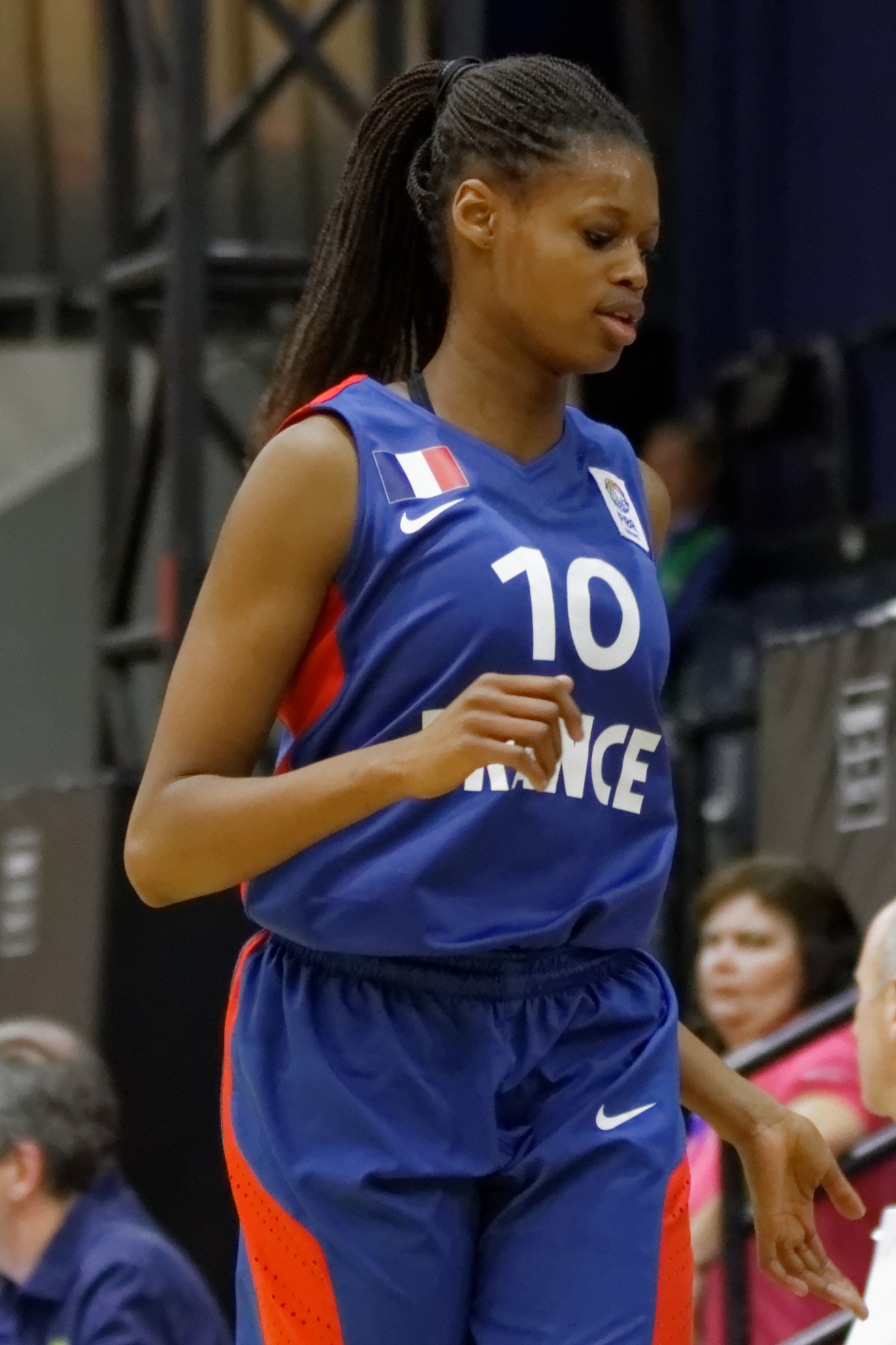
Non retenue lors du dernier Euro, Valériane Ayayi fait son retour dans la sélection.

Sans Dumerc, Miyem, Gruda ni Amant, les Bleues affrontent à 14 des Serbes (sans les sœurs Dabovic ni Sonja Petrović) défaites la veille par les Japonaises. Les Bleues prennent leur meilleur départ avec Valériane Ayayi (9 points et 6 rebonds), Isabelle Yacoubou (14 points, 6 rebonds) et Marine Johannès pour un premier avantage 20-17 à la fin du premier quart temps. Bien servie par Olivia Époupa (12 points et 6 passes décisives) et Marine Johannès (7 points, 3 rebonds, 3 passes décisives mais aussi 4 balles perdues), Laëtitia Kamba (14 points à 6 tirs sur 6 et 5 rebonds) fait grimper l’écart (30-21). Malgré Dajana Butulija (8 points et 2 rebonds), les Serbes sont reléguées à 13 longueurs (42-29) à la mi-temps. Au retour des vestiaires l'équipe de Marina Maljković reprend l'initiative avec Aleksandra Crvendakic (12 points, 3 rebonds) et Nevena Jovanovic (9 points, 4 rebonds), mais grâce à Héléna Ciak (15 points et 6 rebonds), la France résiste en gardant 11 unités d'avance (58-47, 30e). Les Françaises serrent leur défense dans la dernière période et les Serbes finissent pas baisser les bras, laissant se creuser un écart de 29 points donnant satisfaction à Valérie Garnier « Le maître mot était intensité ce soir et il y avait la volonté de défendre fort ce soir. On a eu beaucoup de passes décisives, donc ça signifie qu'on a voulu jouer ensemble »,,,.
Malgré une salle de Mondeville comble, la France connait sa deuxième défaite en trois rencontres face au Canada. Nettement dominée 52 à 66, la France enregistrait cependant le retour à la compétition de Sandrine Gruda. La mi-temps est atteinte sur une petite avance des Canadiennes 28 à 29. Malgré la réaction de Céline Dumerc (16 points, 4 rebonds et 2 passes décisives), les Bleues sont sans adresse (26 % aux tirs, 1/13 à 3 points), manquent d'agressivité et sont dominées physiquement par Nayo Raincock-Ekunwe (16 points et 4 rebonds) et ses coéquipières. Lizanne Murphy, Tamara Tatham et Michelle Plouffe font faire la course en tête au Canada qui mène à l'issue du troisième quart-temps (37-48). Le Canada compte jusqu'à 12 points d'avance avant une réaction épimère de Sandrine Gruda (7 points et 4 rebonds) et Sarah Michel. Endy Miyem (10 points et 4 rebonds) ramène même les Bleues à seulement deux longueurs, mais deux tirs à 3 points consécutifs de Shona Thorburn (7 points, 4 rebonds et 4 passes décisives) et Miranda Ayim (11 points), scellent le sort de la rencontre s'est ajouté un face à une équipe qui pose toujours beaucoup de problèmes aux Françaises. Céline Dumerc « On a une préparation très courte, on manque cruellement de rythme ensemble. On tombe face à une équipe du Canada qui joue ensemble depuis des lustres (...) On manque de rythme du très haut-niveau (...)  Il faut que chacune apporte un peu plus que ce qu'elle a fait ce soir. On a raté des tirs tout cuits qui ne sont pas dignes du niveau international. » et Valérie Garnier partagent un même constat : « On ne peut pas gagner un match international avec 26 % de réussite aux tirs. On a manqué d'engagement individuel et collectif, et donc de rythme (...) On n'a pas été ensemble sur ce match. ».
Le lendemain, les Bleues se reprennent en venant à bout de la Chine avec un cinq de départ de haut niveau comprenant Sandrine Gruda et Isabelle Yacoubou (12 points et 9 rebonds) dans la raquette. Alors que Mengxin Sun et Sijing Huang maintiennent les leurs dans le coup, les Bleues manquent de nouveau d'adresse (10/31 aux tirs à la pause) et ne parviennent pas à distancer leurs adversaires à la pause (26-26). Céline Dumerc (11 points) montre encore la voie à mi-distance, bientôt imitée à trois points par Valériane Ayayi et Sarah Michel, mais surtout les Françaises cadenassent leur défense. Elles démarrent le dernier quart-temps par un 8-0 qui permet de conclure la partie sans frayeur 56 à 43. Endy Miyem est une nouvelle fois régulière avec 10 points et 5 rebonds.
Lors de leur dernière rencontre amicale, les Françaises s'imposent 58-50 sans Sandrine Gruda (laissée au repos) ni Paoline Salagnac (non entrée en jeu) face à des Australiennes qui avaient pris le meilleur départ (11-0) sous l'impulsion de Liz Cambage (11 points et 7 rebonds) et l'ancienne arrageoise Leilani Mitchell (11 points et 4 rebonds). La France réagit avec Isabelle Yacoubou mais le premier quart est à l'avantage des Opals (10-17). La révolte est sonnée par Marine Johannès (12 points, 4 rebonds et 5 passes décisives) et Endy Miyem (8 points et 13 rebonds), mais surtout l'Australie est limitée à seulement huit points sur le deuxième quart-temps. Marielle Amant (7 points) égalise à la pause atteinte sur le score de parité 25-25. Solides et défense et combatives, les Bleues résistent aux assauts de Liz Cambage et l'ancienne berruyère Marianna Tolo alors qu'Héléna Ciak (9 points et 4 rebonds) et une Marine Johannès portée par son public donnent l'ascendant aux Bleues qui s'imposent 58 à 50,. Le lendemain, Valérie Garnier rend publique la sélection finale sans Paoline Salagnac, dans laquelle on trouve en revanche Laëtitia Kamba.
| Date    | Lieu   | Adversaire       | Score     | Compétition         | Meilleure marqueuse (France)  |
| ------- | ------ | ---------------- | --------- | ------------------- | ----------------------------- |
| 13 juin | Nantes | Cuba             | V 83-67   | Poule TQO           | Endy Miyem (19 points)        |
| 14 juin | Nantes | Nouvelle-Zélande | V 70 - 52 | Poule TQO           | Isabelle Yacoubou (19 points) |
| 17 juin | Nantes | Argentine        | V 90 - 53 | Quart de finale TQO | Endy Miyem (21 points)        |

Après un quart-temps équilibré, les Bleues prennent le large dans le deuxième quart-temps (30-14 sur cette période) dans une partie survolée par Endy Miyem (19 points et 6 rebonds), autant à l'aise dans le tir extérieur qu'à l'extérieur (50-29 à la mi-temps). Les Cubaines tentent de réagir avec Clenia Noblet (17 points et 11 rebonds) et limitent l'écart à moins de 20 points avec un score final de 83 à 67. Pas encore totalement au point dans certains domaines, les Bleues ont permis à leur entraîneuse d'effectuer une large revue d'effectif sans puiser dans les organismes (trois joueuses seulement au-dessus des 20 minutes de jeu). Les intérieures Isabelle Yacoubou (10 points et 7 rebonds) et Sandrine Gruda (6 points, 4 rebonds et 4 passes décisives) ont su bénéficier de pas moins de 31 passes décisives, notamment de Sarah Michel (5 points et 8 passes) ou Céline Dumerc (7 points et 5 passes),.*
Pour leur seconde rencontre de poule, la maladresse est équitable entre les deux équipes et le score reste serré jusqu'à la mi-temps (29-27 pour les Néo-Zélandaises). Pas dans le rythme, Sandrine Gruda (1 point avec 0 sur 5 aux tirs) est contrée à deux reprises alors que Kalani Purcell (6 points, 6 rebonds) donne un petit avantage aux Océaniennes (9-8, 5e minute). Héléna Ciak concèdes des fautes lors de son cours passage sur le parquet dont profite Josephine Stockhill (17-12) et c'est la jeune internationale Olivia Époupa (5 points, 3 rebonds, 1 passe décisive) qui évite aux siennes d'être distancées. La capitaine Antonia Edmonson (10 points, 6 rebonds) inscrit un tir primé (20-17), mais Isabelle Yacoubou se montre déjà son avantage (21-20, 13e). À peine entrée en jeu, Marine Johannès doit sortir ayant ressenti une douleur au genou gauche. Après la pause, la France monte en agressivité ce qui permet à Céline Dumerc puis Endy Miyem de marquer sur lancers francs. Edmonson réplique à trois points mais la France grignote un petit avantage (34-31, 22e). Sarah Michel (13 points, 5 rebonds, 3 passes décisive, 1 interception) dynamise l'attaque des Bleues en duo avec une Yacoubou très active à l'intérieur (52-49) qui réussit un contre spectaculaire puis porte l'avantage de la France à 10 points (56-46, 32e). Alors que la défense tricolore est hermétique, Yacoubou (19 points, 11 rebonds, 2 contres en seulement 17 minutes) porte l'estocade pour assurer une victoire 70 à 52 et une qualification pour les quarts de finale,.
L'équipe de France se qualifie aisément 90 à 53 face aux Argentines qui n'ont résisté qu'un quart-temps devant une salle comble en enthousiaste pour les locales. Si Endy Miyem (21 points, 5 rebonds) et Isabelle Yacoubou (8 points, 8 rebonds) ont lancé les Bleues, Gisela Vega (6 points, 4 rebonds) et Celia Fiorotto (6 points, 2 rebonds) n'ont que 3 points de retard sur les Bleues (18-15) à la fin du premier quart. Marine Johannès (8 points, 2 rebonds) enchaîne paniers et passes, notamment Sandrine Gruda (11 points, 8 rebonds). Céline Dumerc (3 points mais 10 passes décisives). Malgré un temps mort argentin, les Bleues passent un 13-0 avec Isabelle Yacoubou inarrêtable. Valériane Ayayi enfonce le clou (8 points, 6 rebonds) pour donner 20 points d'avance aux siennes à la mi-temps (46-26). Les Bleues font encore prospérer leur avance avec une Endy Miyem omniprésente. Sarah Michel le porte à 30 points, ne laissant plus aucun espoir de retour à leurs adversaires qui s'économisent alors pour viser la 5e et dernière place qualificative,.
À Anglet, le 3 juillet, sans feuille de statistiques officielle, les Bleues s’envolent rapidement au score sous l'impulsion de Valériane Ayayi. Le duo Marine Johannès - Olivia Époupa accélèrent pour compter 29 points d'avance sur le Brésil à la pause (51-22). Toutes les joueuses participeront à la fête dans cette deuxième mi-temps durant laquelle les Françaises continuent de creuser l'écart. Seule Sarah Michel ne participe pas à ce succès facile (82-59), qu'elles retrouvent le 4 juillet pour un match d'entraînement,.

## Tournoi olympique
Le 16 juillet, sans feuille de statistiques officielle ni public, les Bleues s'imposent à Kranjska Gora (Slovénie) contre la Turquie 63 à 56 dans un contexte particulier deux jours après l'attentat de Nice et au lendemain d'une tentative de coup d'état en Turquie. Malgré quelques hésitations offensives, la défense française est efficace et les Turques contenues à 17 points dans les vingt premières minutes. Insistant à l'intérieur par Héléna Ciak ou Sandrine Gruda, les joueuses de Valérie Garnier mènent largement les débats à la pause (38-17). Endy Miyem est la meilleure marqueuse tricolore avec 12 points, devant Sandrine Gruda (10 points) et Marine Johannès (9 points). Le lendemain, les Bleues confirment leurs dispositions en s'imposant 62 à 54. Les Turques ont d'abord mené 9 à 0, mais l'entrée d'Isabelle Yacoubou (9 points) permet de limiter l’écart (8-12, 10e). Olivia Epoupa (15 points) apporte sa vista et les siennes serrent la défense pour creuser un premier écart à mi-temps (30-25). Elles ne se relâchent pas au retour sur le terrain avec notamment Sarah Michel pour aborder sereinement le dernier quart-temps avant que les deux équipes ne retrouvent à Rio pour entamer la compétition. Les Bleues ont été battues par la Turquie au championnat du monde 2014 et Euro 2015).
Pour le tournoi olympique, Valérie Garnier reconduit le même groupe qu'au tournoi pré-olympique:
| Numéro | Poste      | Joueuse           | Naissance        | Taille | matchs | points | Club 2015-2016                        |
| ------ | ---------- | ----------------- | ---------------- | ------ | ------ | ------ | ------------------------------------- |
| 4      | intérieure | Isabelle Yacoubou | 21 avril 1986    | 1,95 m | 3      | 26     | Famila Schio                          |
| 5      | ailière    | Nwal-Endéné Miyem | 15 mai 1988      | 1,88 m | 3      | 26     | Dynamo Koursk                         |
| 7      | intérieure | Sandrine Gruda    | 25 juin 1987     | 1,95 m | 3      | 19     | UMMC Iekaterinbourg                   |
| 9      | meneuse    | Céline Dumerc     | 9 juillet 1982   | 1,69 m | 3      | 19     | Tango Bourges Basket                  |
| 10     | ailière    | Sarah Michel      | 10 janvier 1989  | 1,80 m | 3      | 23     | Lattes Montpellier                    |
| 11     | ailière    | Valériane Ayayi   | 29 avril 1994    | 1,84 m | 3      | 9      | Lattes Montpellier                    |
| 12     | arrière    | Gaëlle Skrela     | 24 janvier 1983  | 1,77 m | 3      | 13     | Lattes Montpellier                    |
| 16     | intérieure | Héléna Ciak       | 15 décembre 1989 | 1,95 m | 3      | 11     | Tango Bourges Basket                  |
| 17     | arrière    | Marine Johannès   | 21 janvier 1995  | 1,77 m | 3      | 26     | USO Mondeville                        |
| 19     | meneuse    | Olivia Époupa     | 30 avril 1994    | 1,65 m | 3      | 12     | Toulouse Métropole Basket             |
| 21     | intérieure | Laëtitia Kamba    | 10 janvier 1987  | 1,87 m | 3      | 0      | ESB Villeneuve-d’Ascq Lille Métropole |
| 25     | intérieure | Marielle Amant    | 9 décembre 1989  | 1,90 m | 3      | 8      | ESB Villeneuve-d’Ascq Lille Métropole |

| Date       | Lieu                            | Adversaire | Score   | Compétition | Meilleure marqueuse (France) |
| ---------- | ------------------------------- | ---------- | ------- | ----------- | ---------------------------- |
| 27 juillet | Bob Carpenter Center, Newark    | États-Unis | D 84-62 | Amical      | Marine Johannès (13 points)  |
| 29 juillet | Webster Bank Arena, Bridgeport  | Australie  | D 76-67 | Amical      | Endy Miyem (14 points)       |
| 31 juillet | Madison Square Garden, New York | Canada     | D 71-63 | Amical      | Sarah Michel (16 points)     |

Lors d'un tournoi amical aux États-Unis, les Tricolores font une belle première mi-temps (31-32) face aux championnes olympiques en titre avant de céder dans la seconde période (62-84). Sur les terres d'Elena Delle Donne (10 points) dans le Delaware, Céline Dumerc et Sandrine Gruda marquent pour les Bleues, mais en face les Américaines excellent dans leur jeu de transition avec Sue Bird à la baguette (8 passes décisives) et Diana Taurasi (10 points, 3 rebonds et 3 passes décisives). Malgré Endy Miyem (10 points et 3 rebonds) et Marielle Amant (6 points), Tina Charles (9 points à la pause, 17 points au total et 5 rebonds) est intenable à l'intérieur. Les entrées en jeu d'Olivia Époupa (2 points, 4 interceptions), Marine Johannès (13 points) et Sarah Michel dynamisent la défense française (17-20, 10e). Le troisième quart temps (31-15) est fatal avec un duo Tina Charles - Maya Moore (13 points). Les capacités physiques d'Angel McCoughtry (9 points) et de son équipe (38 rebonds à 27) font la différence,,.

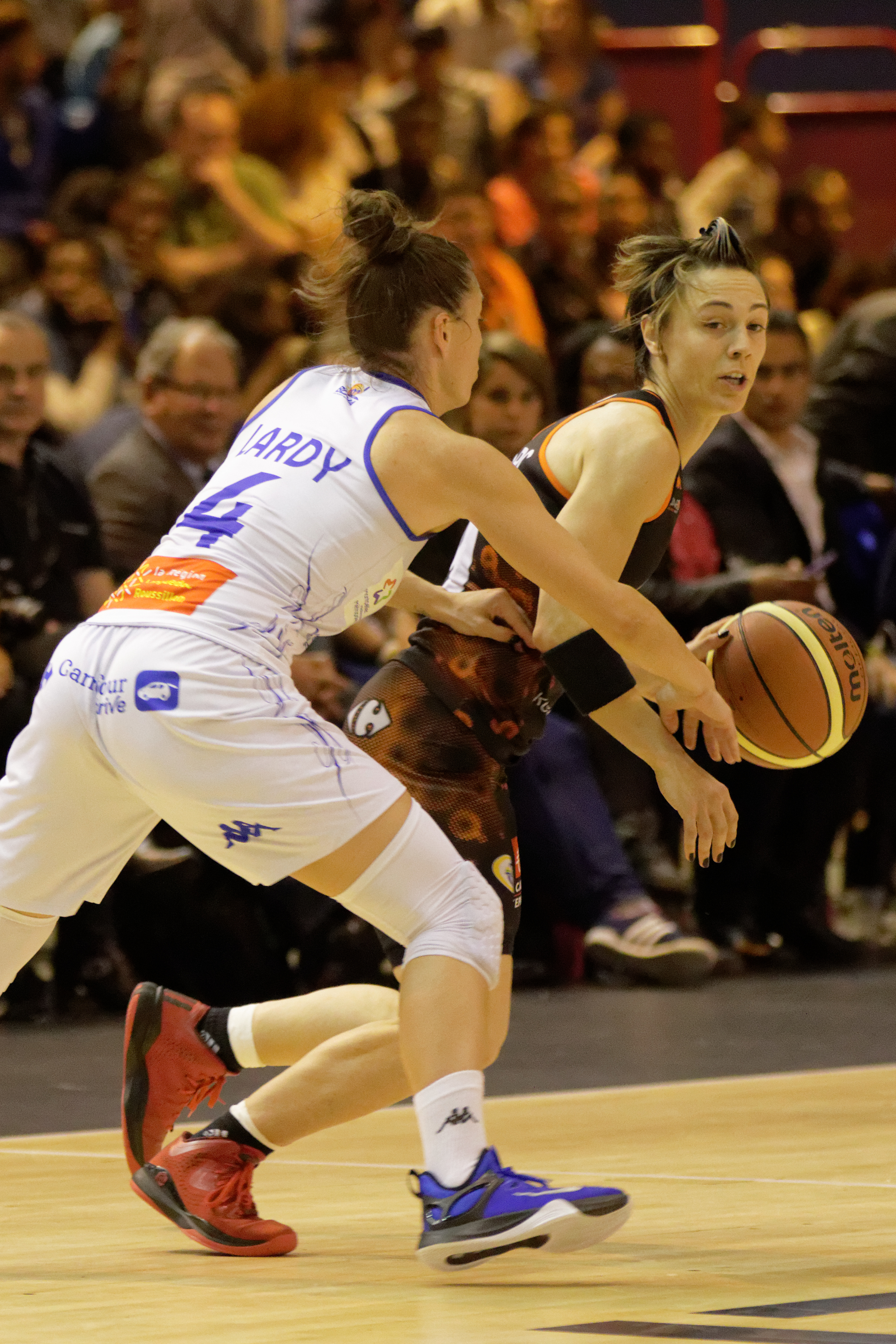
Céline Dumerc doit déclarer forfait deux jours avant le début de la compétition.

Également médaillées aux Jeux de Londres en 2012, les Australiennes offrent de nouveau une forte opposition aux Bleues. Isabelle Yacoubou (8 points) et Liz Cambage (19 points et 10 rebonds en 19 minutes) se livrent un duel sans merci, mais le premier quart temps reste équilibré (17-19). Marine Johannès puis Endy Miyem à longue distance donnent un petit avantage aux Françaises, mais les Opals infligent un terrible 24-3 dont leurs adversaires ne se remettront jamais (26-43 à la pause). Liz Cambage, Penny Taylor (12 points, 6 rebonds et 3 passes décisives) et Erin Phillips (20 points à 8/10 aux tirs et 5 passes décisives) est domine en attaque à l'intérieur comme en adresse extérieure. Céline Dumerc (10 points et 5 passes décisives) et Endy Miyem (14 points, 3 rebonds et 3 passes décisives) initient une réaction en fin de troisième quart temps (49-63), mais l'Australie creuse de nouveau l'écart avant de concéder un 10-0 en fin de match pour ramener le score final de 76-67 à un niveau plus présentable,.
Lors de la dernière rencontre du tournoi, les Françaises s'inclinent de nouveau face aux Canadiennes. Membre du cinq de départ, Sarah Michel (16 points, 4 passes décisives et 6 interceptions) aide Les Françaises à prendre pourtant un bon départ, mais Natalie Achonwa (6 points et 2 rebonds) réagit pour le Canada (22-18). Malgré Sarah Michel encore, les Françaises semblent progressivement céder devant la détermination adverse et sur deux paniers de Nayo Raincock-Ekunwe (8 points et 4 interceptions), le Canada reprend l'avantage 33 à 31 à la pause. Miah-Marie Langlois (13 points et 4 passes décisives) et les siennes infligent un 10-0 au retour sur le parquet. Isabelle Yacoubou (14 points et 10 rebonds) limite les dégâts (47-52 à la 30e), mais Miranda Ayim (11 points et 3 rebonds) porte l'écart à 12 points. Olivia Époupa (5 points et 3 interceptions) et Marine Johannès (8 points) le réduisent à trois points, mais Kia Nurse (9 points) garde son sang froids pour assurer la victoire des siennes,.
Peu avant la rencontre les opposant au Canada, l'entraîneuse Valérie Garnier fait un bilan de la préparation : « Ça a été une longue préparation puisqu’on est ensemble depuis le 16 mai. Après, je pense qu’on a eu la chance d’être obligée de passer par le TQO car ça nous a permis d’avoir un vécu de deux mois et demi. En fait, la préparation a été courte pour le TQO. Et elle s’est avérée intéressante pour les JO. En plus, on finit par une tournée avec les plus fortes équipes mondiales. C’est une opportunité intéressante pour l’expérience des filles. (...) La qualification a été un pur bonheur, on l’a vécu et célébré collectivement. Et dans la foulée, on a eu un stage particulier à Anglet dans un endroit agréable et ouvert aux familles. On a retrouvé de l’efficacité immédiatement puisque c’était un stage à haute intensité physiquement. Mais ça a aussi permis aux filles de partager des moments en famille (...) On a tout de suite eu une osmose intéressante entre la jeune génération et les joueuses expérimentées. Je pense que ça se voit sur le terrain. Ça se passe très bien dans l’échange et sur le terrain. (...) le secteur intérieur reste une force. Aujourd’hui, on apporte également de la créativité sur le secteur extérieur et on a plus de performances offensives. Mais il faut arriver à se régler défensivement. On a un peu perdu là-dessus et on doit maintenir le cap défensif. »
Céline Dumerc, dont le nom avait même été évoqué pour être porte-drapeau de la délégation olympique française, est victime d'une sérieuse entorse à l'entraînement les jours précédant la compétition et doit déclarer forfait. L'effectif pouvant être modifié jusqu'à 24 heures avant la première rencontre disputée, la Fédération fait aussitôt appel à Amel Bouderra, meilleure joueuse française de Ligue féminine de basket en 2015-2016, avec 12,7 points, 3,4 rebonds et 7,6 passes décisives de moyenne et qui avait participé au début de la préparation olympique
| Date    | Lieu                             | Adversaire  | Score     | Compétition     | Meilleure marqueuse (France)           |
| ------- | -------------------------------- | ----------- | --------- | --------------- | -------------------------------------- |
| 6 août  | Rio de Janeiro (Youth Arena)     | Turquie     | V 55 - 39 | 1er tour        | Sarah Michel et Endy Miyem (14 points) |
| 7 août  | Rio de Janeiro (Youth Arena)     | Biélorussie | V 73 - 72 | 1er tour        | Olivia Époupa (16 points)              |
| 9 août  | Rio de Janeiro (Youth Arena)     | Australie   | D 71 - 89 | 1er tour        | Olivia Époupa (15 points)              |
| 11 août | Rio de Janeiro (Youth Arena)     | Brésil      | V 74 - 64 | 1er tour        | Gaëlle Skrela (18 points)              |
| 13 août | Rio de Janeiro (Youth Arena)     | Japon       | D 71 - 79 | 1er tour        | Isabelle Yacoubou (14 points)          |
| 16 août | Rio de Janeiro (Arena Carioca 1) | Canada      | V 68 - 63 | Quart de finale | Sandrine Gruda (15 points)             |
| 18 août | Rio de Janeiro (Arena Carioca 1) | États-Unis  | D 86 - 67 | Demi-finale     | Isabelle Yacoubou (14 points)          |
| 20 août | Rio de Janeiro (Arena Carioca 1) | Serbie      | D 70 - 63 | Troisième place | Endy Miyem (18 points)                 |

Pour sa première rencontre, l'équipe de France s'impose 55 à 39 contre les Turques. Crispées en début de rencontre (8-0), un temps mort de Valérie Garnier permet une première réaction. Valériane Ayayi (9 points et 7 rebonds) débloque le compteur des Françaises. La Turquie mène après dix minutes de jeu (8-16), mais la défense française limite l'écart et se resserre encore au second quart-temps. Les Bleues bénéficient de la vista d'Olivia Époupa (4 points, 5 passes décisives) dans la relance et de l'opportunisme de Sarah Michel. Endy Miyem puis Michel à trois points font même virer les Françaises en têt à la pause. Au retour sur les parquet, Nevriye Yılmaz (16 points et 6 rebonds) recrée un nouvel avantage pour les Turques, mais Sarah Michel (14 points, 8 rebonds, 4 interceptions, aucune balle perdue, 1 contre) qui prend ses responsabilités et Amel Bouderra joue sans retenue notamment pour Endy Miyem (14 points, 5 rebonds et 3 passes décisives). Dix minutes avant le coup de sifflet final, le score est de 41 à 35. Malgré le manque de réussite offensive d'Isabelle Yacoubou (5 points et 11 rebonds) ou Sandrine Gruda (1 point), les Turques sont bridées à seulement 4 points dans la dernière période et cèdent,. Selon l'entraîneuse, Sarah Michel a signé « son meilleur match en compétition officielle » face à une des bêtes noires des Françaises. La joueuse commente : « Aujourd’hui, j’étais en réussite [5/10 au tir dont un superbe 4/6 à trois points], mais on sait que ça peut être n’importe qui (...) C’est sûr que réussir à porter l’équipe, ça fait plaisir. » Valérie Garnier est satisfaite de cette entrée dans la compétition : « Ce que j'ai vu, c'est une équipe capable de répondre dans l'adversité. On est là. On ne remplace pas Céline [Dumerc] comme ça. Chacune a trouvé des ressources. J’ai apprécié l’abnégation, l’engagement au rebond. On a défendu fort dès le début et quand on tient comme ça, finalement, on est moins inquiet. Je suis ravie car j’ai vu une équipe vivante, un banc vivant, beaucoup d’énergie. » Pour Époupa, « on a laissé la Turquie s’installer avant de se remobiliser dès le deuxième quart-temps. Il faut qu’on reste sur cette ligne, dure en défense, qui est notre marque de fabrique, et vite oublier ce premier match pour se concentrer sur la Biélorussie. »

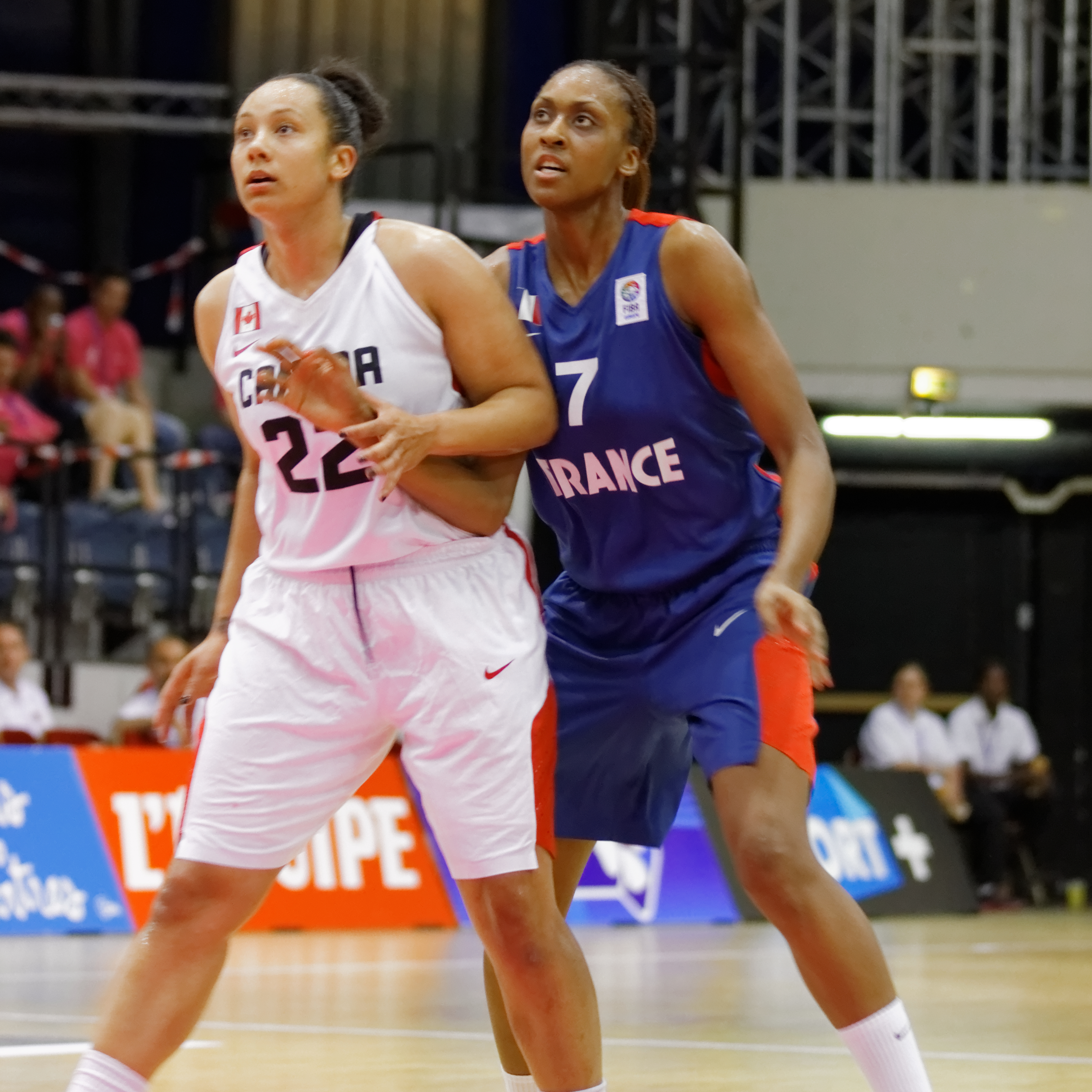
Sandrine Gruda (7) confirme son retour au plus haut niveau au fil des rencontres.

Cette deuxième rencontre voit la titularisation d'Endy Miyem dans le cinq de départ. La Biélorussie prend le meilleur départ avec Alena Lewtchanka (13 points et 13 rebonds) à l'aise dans ses mouvements offensifs et Katsiaryna Snytsina (14 points) et Tat'yana Likhtarovitch (16 points) très en réussite sur leur adresse extérieure. En retard à l'issue du premier acte (14-22), les Bleues tentent de réagir avec Sarah Michel, mais les Françaises restent dominées par l'adresse de leurs adversaires (67 % aux tirs à la mi-temps, 6/9 à 3 points) et concèdent jusqu'à 12 points de débours. Isabelle Yacoubou (11 points, 4 rebonds et 1 contre) et Olivia Époupa sont combatives et limitent la casse (34-42 à la pause). Valériane Ayayi (13 points, 5 rebonds et 4 interceptions) sonne la révolte à 3 points au retour des vestiaires et les Françaises entament leur remontée à l'aide d'une défense moins permissive. Endy Miyem conclut un 9-0 qui donne pour la^première fois de la part un point d'avance aux Bleues, mais les Biélorusses reprend une légère avance. Le duel Yacoubou-Leuchanka s'équilibre. La meilleure défense tricolore a permis de recoller au score (52-53 à la 30e). Sandrine Gruda (6 points, 3 rebonds, 2 interceptions) retrouve quelques-uns de ses mouvements offensifs favoris Olivia Époupa se révèle aussi sûre que percutante. Elle donne un point d'avantage aux Bleues à 16 secondes de la fin puis fait faute sur la naturalisée Lindsey Harding (12 points mais à 2/9 aux tirs, 8 passes décisives, 7 balles perdues) qui réussit ses deux lancers-francs. Sur la dernière action, Isabelle Yacoubou manque deux fois la cible mais Époupa (16 points, 4 rebonds, 5 passes décisives et 3 interceptions), arrache le dernier rebond offensif et fait une passe instantanée à Endy Miyem (10 points, 6 rebonds et 3 passes décisives) qui inscrit le tir victorieux à la dernière seconde. Menées dans presque toute la rencontre, les Françaises remportent un deuxième succès, de justesse, sur le score de 73 à 72,.
Les Australiennes s'imposent aisément 89 à 71. malgré une grosse pression australienne, le Bleues tiennent le choc dix minutes san profiter vraiment de la sortie Liz Cambage rapidement dotée de deux fautes. Le début du second quart temps voit les Françaises encaisser un 15-0 en moins de cinq minutes avec un festival de Penny Taylor (31 points, 3interceptions, 9 passes décisives et 5 rebonds pour une évaluation de 44). Quelques tricolores se distinguent : de nouveau Olivia Époupa (15pts, 7rebonds, 7 interceptions et 2 passes décisives), Laëtitia Kamba (6 points, 4 rebonds, 1 interception)  qui réussit sa première apparition dans le tournoi et Sandrine Gruda (12 points, 4 rebonds, 2 passes décisives, 1 contre, 2 interceptions). Mais les Françaises semblent marquées physiquement et Taylor peut continuer son festival, bien secondée par l'ancienne Berrichone Marianna Tolo (14 points) et Liz Cambage (16 points),.
L'équipe de France effectue une sortie convaincante contre les Brésiliennes. Après un 7-0 initial mené par Iziane Castro Marques pour poursuivi par Damiris Dantas, Endy Miyem (10 points, 4 rebonds et 3 passes décisives) garde les Françaises au contact. Amel Bouderra égalise sur un tir primé à la fin de la première période (20-20). Malgré l'activité d'Érika de Souza (12 points et 5 rebonds), les Bleues accélèrent et ferment l'accès à leur panier pour inscrire un 11-0 et rejoindre les vestiaires avec six points d'avance (35-29). Au retour sur le parquet, Gaëlle Skrela se distingue (18 points à 4 sur 7 à trois points). Laëtitia Kamba marque également à trois points pour porter l'avantage des Bleues jusqu'à 13 points. Relayant Isabelle Yacoubou (10 points et 4 rebonds), Sandrine Gruda confirme son retour en forme avec 17 points et 10 rebonds malgré l'opposition de Clarissa dos Santos (16 points et 10 rebonds). La pression défensive d'Olivia Époupa (6 points, 4 rebonds et 7 passes décisives) assure une victoire 74 à 64 synonyme de qualification pour les quarts de finale,.

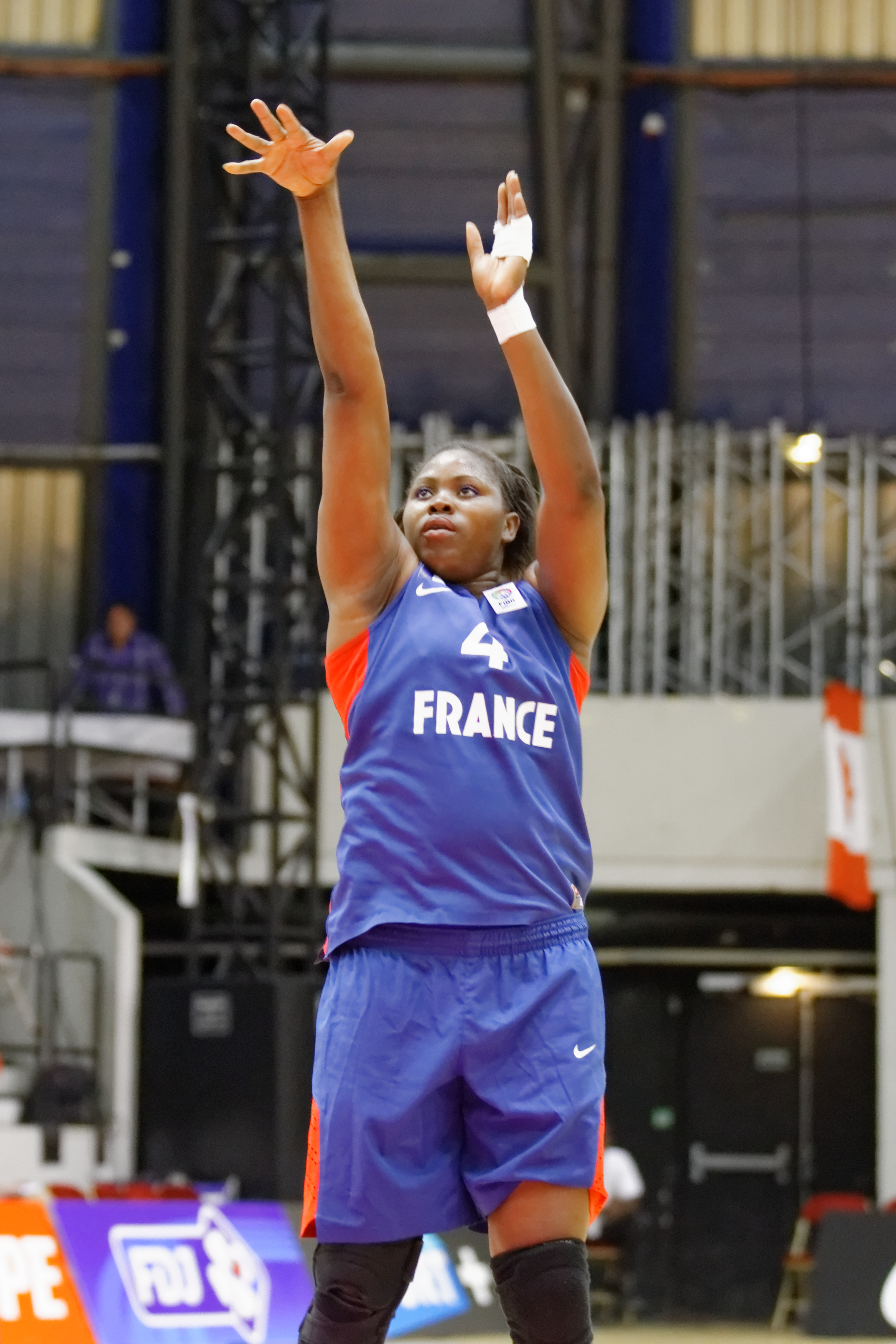
La capitaine Isabelle Yacoubou.

La dernière rencontre est déterminante pour le classement et désigner leur futur adversaire. Si une victoire ou une défaite d'un maximum de 14 points sur le Japon leur assure une seconde place, une défaite de 15 à 17 points les envoie à la troisième place, une défaite de 18 points de même si elles inscrivant au moins 61 points, alors qu'une défaite de plus de 18 points les relèguerait à une quatrième place de leur groupe et les enverrait sur un quart de finale désespéré face aux Américaines. Heureusement, les Bleues ne s'inclinent que de 8 points 79 à 71 et sécurisent leur seconde place. Les Nippones prennent le meilleur départ avec 15 points en 5 minutes (8-15), mais les Françaises recollent au score avec Olivia Époupa et Endy Miyem (10 points et 5 rebonds) et passent même en tête sur un tir à trois points d'Amel Bouderra à la fin du premier quart-temps (19-17). À la reprise, Sanae Motokawa (17 points) et Ramu Tokashiki (13 points et 7 rebonds) accélèrentt et provoquent des portes de balle chez les Bleues (32-40 à la pause). Marine Johannès (11 points et 4 rebonds) et Olivia Époupa (14 points, 5 rebonds et 3 interceptions, mais 7 balles perdues) lancent une riposte, mais Asami Yoshida (24 points, 7 passes décisives et 4 interceptions) profite d'erreurs défensives pour porter l'écart à 9 points avant la dernière période (54-63). Isabelle Yacoubou (14 points et 5 rebonds) et Sandrine Gruda (10 points, 9 rebonds et 4 passes décisives) contiennent l'écart à une dizaine de points, ce qui convient aux Bleues mais envoient les Japonaises affronter l'équipe américaine en quarts,. La capitaine Isabelle Yacoubou explique le revers sur le Japon et souligne la satisfaction d'avoir obtenu la deuxième place du groupe malgré « Je pense qu'on est fatiguées. On a besoin de fraîcheur. L'équipe est très jeune et n'a pas beaucoup d'expérience à ce niveau. C'est comme si on jouait une finale tous les deux jours. Les jeunes joueuses et les moins jeunes, comme moi, souffrent physiquement, surtout face à une équipe comme le Japon qui a un jeu atypique et shoote dans tous les sens. On n'est pas habitué à ce style de jeu en Europe. Aujourd'hui, on est deuxième de notre poule. C'est la meilleure place à laquelle nous pouvions prétendre, sachant que les Australiennes dominent les débats. »
Lors de leur quart de finale, les Françaises s’imposent 68 à 63 sur le Canada. Le premier quart temps est difficile avec trop de liberté laissées aux Canadiennes dont la meneuse Miah-Marie Langlois (10 points) et une domination dans l'engagement (16-25 à la 10e). L'écart gonfle dans le deuxième quart (16-29), même si Sandrine Gruda marque de paniers pour garder les siennes dans la course. Valériane Ayayi (12 points et 5 rebonds) et Gaëlle Skrela réduisent l'écart par des tirs extérieurs, mais Kim Gaucher (15 points et 5 rebonds) maintient un petit écart pour les siennes à la pause (32-37). Sarah Michel remet les équipes à égalité sur un tir primé bancal. Les deux équipes restent alors très proches avec le plus souvent un léger avantage aux Canadiennes. Marielle Amant relaie une Endy Miyem timorée alors que Sandrine Gruda (14 points et 10 rebonds) règne sur le rebond. Le Canada est en réussite sur les lancers-francs, mais Gaëlle Skrela permet à la France de rester à égalité (50-50) à la fin du troisième quart temps. Durant le dernier acte, les défenses sont serrées mais Marine Johannès (8 points et 4 rebonds) utilisée en relais d'Epoupa réussit quelques initiatives. Kim Gaucher et Kia Nurse (11 points mais à 3/17 aux tirs) répliquent. Malgré quelques lancers francs ratés sur ceux obtenus, Èpoupa, Gruda et Skrela donennt un vantage aux Bleues dans les deux dernières minutes (64-59, 36 secondes à jouer). Malgré quelques frayeurs Olivia Époupa (10 points, 5 rebonds et 6 passes décisives) et Gaëlle Skrela (8 points, 3 rebonds et 2 passes décisives) réussissent les derniers lancers-francs synonymes de demi-finales face aux favorites Américaines,.
En demi-finales, les Françaises sont opposées aux Américaines, qui ont remporté leurs rencontres du tournoi par un écart moyen de 41,7 points. L'unique victoire française en tournoi olympique ou mondial sur neuf oppositions remonte à 1971 sur le score de 68 à 51. Les Américaines s'imposent 86 à 67, mais hormis le troisième quart temps, la rencontre a été équilibrée sur les autres périodes, les Françaises remportant même la dernière 23 à 21. Jouant sans complexe, Isabelle Yacoubou et Sandrine Gruda (8 points et 6 rebonds) restent au contact pendant le premier quart temps (15-19 en faveur de Team USA). L'impact d'Angel McCoughtry au rebond offensif permet aux USA de prendre un avantage comblé par Marine Johannès (13 points et 2 passes décisives) qui réussit un panier primé remarqué après un dribble croisé face à Maya Moore. Un dernier panier de Marielle Amant permet d'accrocher un quart temps équilibré (36 à 40 à la 20e). Au retour sur le terrain, le trio du Lynx Maya Moore - Seimone Augustus (10 points, 6 rebonds et 3 passes décisives) - Sylvia Fowles (12 points et 9 rebonds) libèrent les Américaines qui dominent le troisième acte (44-65). Mais les Bleues remontent une partie de leur retard face à Tamika Catchings et Breanna Stewart avec Olivia Époupa (8 points et 3 passes décisives), Sarah Michel et Isabelle Yacoubou (14 points et 5 rebonds), obligeant Geno Auriemma à relancer Maya Moore (15 points et 7 rebonds) et Diana Taurasi (18 points, 5 rebonds et 4 passes décisives) pour assurer la qualification des États-Unis vers une nouvelle finale,. Auriemma explique : « On a un peu galéré sans Sue Bird. Notre circulation de balle n’a pas été parfaite, il y avait un rythme différent, notre attaque n’était pas aussi fluide. Quand on a été plus à l’aise dans le 3e quart-temps, on a creusé l’écart » alors que Taurasi rend hommage aux premiers adversaires du tournoi à limiter l'écart sous la barre des 20 points : « Elles ont été vraiment fortes. Des fois, il faut donner du crédit aux autres équipes. Je connais cette équipe de France comme ma poche. Cela fait 12 ans que j'affronte leurs joueuses en EuroLeague, qu'on les affronte en compétition internationale. Ce n'est jamais un match facile. Leur force physique les rend dangereuses, et aujourd'hui, elles ont conjugué ça avec leur technique. Elles jouent dur et c'est la raison pour laquelle elles sont en demi-finale. »
Pour le gain de la troisième place, les Serbes prennent le meilleur départ avec Milica Dabović alors que les Françaises enchaînent 7 tirs manqués et 4 balles perdues sur les cinq premières minutes de jeu. L'entrée en jeu de Sarah Michel relance son équipe. Isabelle Yacoubou domine au rebond (7 points et 10 rebonds) pour limiter les dégâts (10-18 à la 10e). Plus sûre en défense, la France recolle progressivement avec Sandrine Gruda (6 points et 5 rebonds) et Valériane Ayayi, malgré Ana Dabović (11 points et 5 passes décisives mais à 4/11 aux tirs). Deux tirs à trois points par Amel Bouderra et Marine Johannès permettent d'égaliser (27-27) à la mi-temps. Elles prennent même trois points d'avance, avant de connaître un trou d'air qui voit les Serbes infliger un 18-2 à leurs adversaires. L'écart creusé par Sonja Petrović (10 points et 4 rebonds) et Jelena Milovanović (18 points et 7 rebonds) sera décisif (42-55 à la 30e), malgré les efforts d'Endy Miyem (18 points, 4 rebonds et 3 passes décisives). Les Serbes s'imposent 70 à 63 et remportent la médaille d'or olympique,. La capitaine Isabelle Yacoubou était en pleurs après la défaite : « Il y a beaucoup de tristesse. Cette équipe méritait d'être là. On a été au-delà de l'adversité, ensemble dans les moments difficiles. On ne peut pas se permettre de lâcher des ballons. On le paye cash. Ça servira pour la génération à venir. On a un goût amer de défaite dans la bouche, mais on a tout donné. De jeunes joueuses se sont illustrées tout le long du tournoi ». Valérie Garnier analyse la rencontre : « Perdre un match pour la troisième place est frustrant. La Serbie nous a dominées dans beaucoup de secteurs, notamment dans la pression défensive. On a eu du mal à mettre en place notre jeu, on a perdu des ballons. Ça leur a donné des paniers faciles, c'est ce qui s'est passé dans le troisième quart-temps. On a laissé huit points aux lancers-francs dans des moments-clefs. Tout n'est pas à jeter. On a passé trois mois ensemble, on s'est qualifié pour les jeux Olympiques. Il y a eu la blessure de Céline et puis il y a eu la réaction de fierté des joueuses qui sont allées chercher des matches importants. Les jeunes joueuses peuvent être inhibées par l'enjeu. »
| Numéro | Poste      | Joueuse           | Naissance        | Taille | matchs | points | Club 2015-2016                        |
| ------ | ---------- | ----------------- | ---------------- | ------ | ------ | ------ | ------------------------------------- |
| 4      | intérieure | Isabelle Yacoubou | 21 avril 1986    | 1,95 m | 8      | 70     | Famila Schio                          |
| 5      | ailière    | Nwal-Endéné Miyem | 15 mai 1988      | 1,88 m | 8      | 85     | Dynamo Koursk                         |
| 7      | intérieure | Sandrine Gruda    | 25 juin 1987     | 1,95 m | 8      | 72     | UMMC Iekaterinbourg                   |
| 10     | ailière    | Sarah Michel      | 10 janvier 1989  | 1,80 m | 8      | 38     | Lattes Montpellier                    |
| 11     | ailière    | Valériane Ayayi   | 29 avril 1994    | 1,84 m | 8      | 61     | Lattes Montpellier                    |
| 12     | arrière    | Gaëlle Skrela     | 24 janvier 1983  | 1,77 m | 8      | 32     | Lattes Montpellier                    |
| 16     | intérieure | Héléna Ciak       | 15 décembre 1989 | 1,95 m | 7      | 15     | Tango Bourges Basket                  |
| 17     | arrière    | Marine Johannès   | 21 janvier 1995  | 1,77 m | 8      | 39     | USO Mondeville                        |
| 20     | meneuse    | Amel Bouderra     | 26 mars 1989     | 1,63 m | 8      | 18     | Flammes Carolo basket                 |
| 21     | intérieure | Laëtitia Kamba    | 10 janvier 1987  | 1,87 m | 6      | 15     | ESB Villeneuve-d’Ascq Lille Métropole |
| 22     | meneuse    | Olivia Époupa     | 30 avril 1994    | 1,65 m | 8      | 76     | Toulouse Métropole Basket             |
| 25     | intérieure | Marielle Amant    | 9 décembre 1989  | 1,90 m | 8      | 21     | ESB Villeneuve-d’Ascq Lille Métropole |

## Suite des qualifications du championnat d'Europe 2017
En vue des deux rencontres de qualifications des 19 et 23 novembre contre les Pays-Bas puis la Croatie, Valérie Garnier convoque seize joueuses avec la toute première sélection de la jeune meneuse Lisa Berkani, mais sans Isabelle Yacoubou qui a annoncé la veille sa retraite internationale. Gaëlle Skrela et Sandrine Gruda sont également absentes la première en raison d'un changement de club et la seconde pour permettre de tester de nouvelles joueuses. Céline Dumerc fait son retour sous les couleurs de Basket Landes remise de sa blessure contractée à Rio. Elle jouera avec sa remplaçante aux Jeux, Amel Bouderra.
Au cours des entraînements, Lisa Berkani, Amel Bouderra, Aby Gaye et Marième Badiane cèdent leur place. Parmi les douze, Céline Dumerc et Diandra Tchatchouang font leur retour en sélection après leurs blessures,. Sara Chevaugeon obtient sa deuxième sélection. Avec l'arrivée de jeunes joueuses à l'aise sur le jeu rapide comme Époupa, Johannès et Berkani, Valérie Garnier peut accélérer progressivement le tempo de l'équipe : « Nous avons la chance d'avoir de jeunes joueuses talentueuses qui nous poussent à jouer plus vite et jouer des situations différentes que les années précédentes. Nous insistons sur ces aspects car il serait dommage de s'en priver. »
| Poste      | Joueuse              | Naissance        | Taille | matchs | points | Club 2016-2017                        |
| ---------- | -------------------- | ---------------- | ------ | ------ | ------ | ------------------------------------- |
| ailière    | Nwal-Endéné Miyem    | 15 mai 1988      | 1,88 m | 2      | 31     | Famila Schio                          |
| meneuse    | Céline Dumerc        | 9 juillet 1982   | 1,69 m | 2      | 11     | Basket Landes                         |
| ailière    | Sarah Michel         | 10 janvier 1989  | 1,80 m | 2      | 15     | Lattes Montpellier                    |
| ailière    | Diandra Tchatchouang | 13 mars 1984     | 1,76 m | 2      | 17     | Tango Bourges Basket                  |
| intérieure | Marielle Amant       | 9 décembre 1989  | 1,90 m | 2      | 14     | Villeneuve-d’Ascq                     |
| pivot      | Héléna Ciak          | 15 décembre 1989 | 1,95 m | 2      | 16     | Dynamo Koursk                         |
| arrière    | Marine Johannès      | 21 janvier 1995  | 1,77 m | 2      | 15     | Tango Bourges Basket                  |
| ailière    | Valériane Ayayi      | 29 avril 1994    | 1,84 m | 2      | 13     | Villeneuve-d’Ascq                     |
| intérieure | Ana Filip            | 20 juin 1989     | 1,95 m | 2      | 12     | Tango Bourges Basket                  |
| meneuse    | Olivia Époupa        | 30 avril 1994    | 1,65 m | 2      | 9      | Villeneuve-d’Ascq                     |
| meneuse    | Amel Bouderra        | 26 mars 1989     | 1,63 m | 1      | 2      | Flammes Carolo basket                 |
| pivot      | Aby Gaye             | 4 février 1995   | 1,95 m | 1      | 3      | ESB Villeneuve-d’Ascq Lille Métropole |
| ailière    | Laëtitia Kamba       | 10 janvier 1987  | 1,87 m | 1      | 2      | Villeneuve-d’Ascq                     |
| ailière    | Sara Chevaugeon      | 12 février 1993  | 1,75 m | 1      | 3      | Tango Bourges Basket                  |
| meneuse    | Lisa Berkani         | 19 mai 1997      | 1,73 m |        |        | USO Mondeville                        |
| intérieure | Marième Badiane      | 24 novembre 1994 | 1,90 m |        |        | USO Mondeville                        |

### Matches des qualifications pour l'Euro 2017
| Date        | Lieu                                | Adversaire | Score   | Compétition | Meilleure marqueuse (France) |
| ----------- | ----------------------------------- | ---------- | ------- | ----------- | ---------------------------- |
| 19 novembre | Chalon-sur-Saône, Le Colisée        | Pays-Bas   | V 79-46 | Qualif CE   | Endy Miyem (14 points)       |
| 23 novembre | Clermont-Ferrand, Maison des Sports | Croatie    | V 84-65 | Qualif CE   | Endy Miyem (17 points)       |

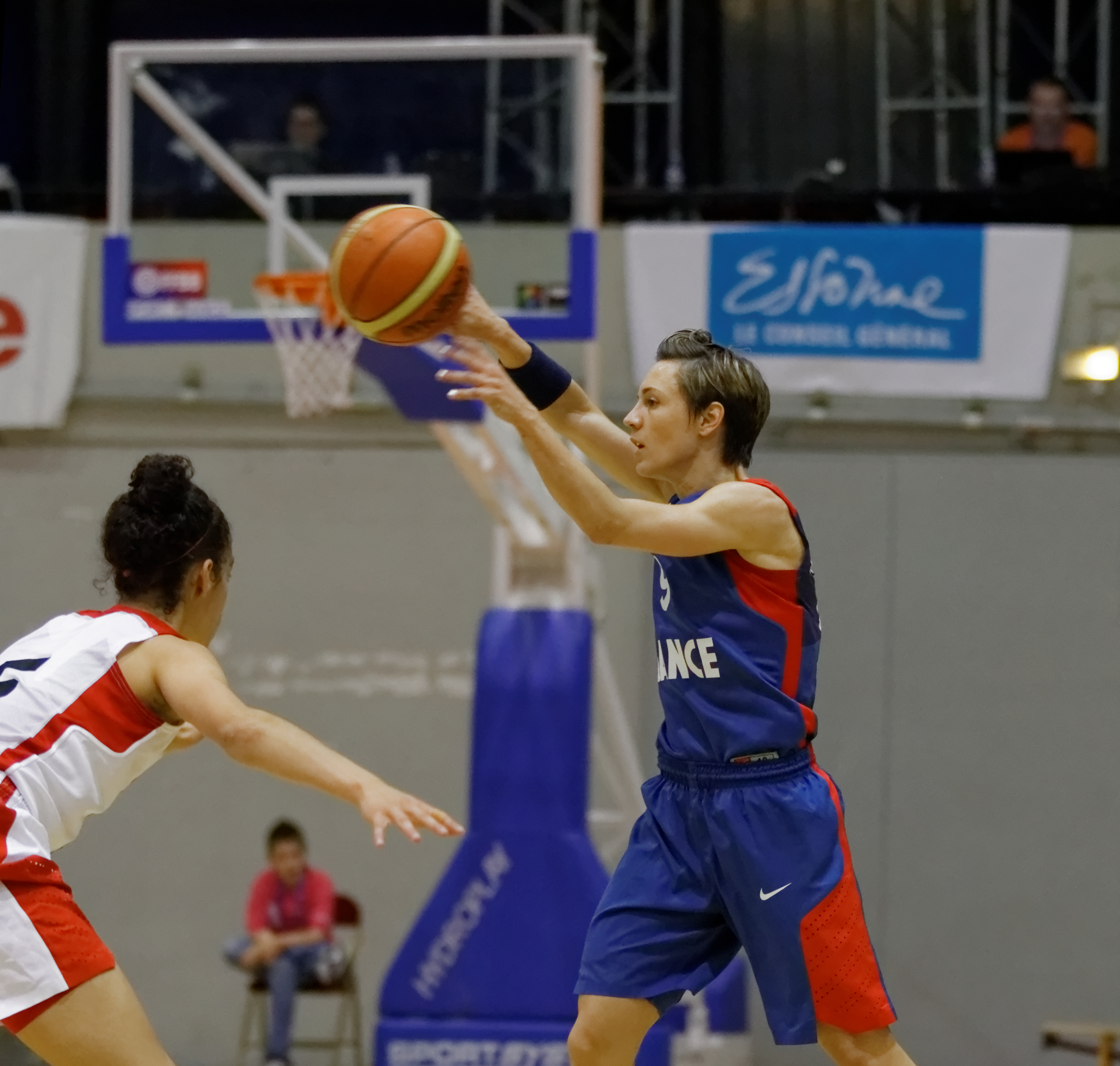
Céline Dumerc fait son retour avec les Bleues.

Devant 4 250 personnes au Colisée de Chalon-sur-Saône, la France ne laisse aucune chance aux Bataves avec déjà treize points d'avance à la fin du premier quart temps (19-6). Bien lancées par Céline Dumerc (11 points, 5 passes décisives et 6 interceptions), les Bleues peuvent se permettre de tourner son effectif. Les Néerlandaises n'inscrivent que 11 points en première mi-temps face à l'allant d'Endy Miyem (14 points à 6/7 aux tirs) et de Marine Johannès (9 points et 5 passes décisives) et les 10 rebonds d'Ana Filip. La France s'impose aisément 79 à 46 et décroche officiellement sa qualification pour l'Euro 2017 avant la dernière rencontre face la Croatie à Clermont-Ferrand. Sans enjeu pour les Bleues, le match sera en revanche crucial pour les Croates espèrent décrocher une des six places de meilleures deuxièmes qualificatives pour l'Euro 2017. Olivia Époupa démarre la rencontre dans le cinq de départ. Avec Céline Dumerc et Marine Johannes, ce trio d'arrières cumule 25 points, 13 passes décisives et 7 rebonds en se partageant le temps de jeu.
Pour la rencontre retour face à la Croatie à Clermont-Ferrand, Amel Bouderra et Aby Gaye sont sur le terrain à la place de Sara Chevaugeon et Laëtitia Kamba. 4 395 personnes rendent hommage à l'ancienne capitaine et pivot des Bleues Isabelle Yacoubou. Dès le premier quart temps, Endy Miyem lance les Bleues avec 10 de ses 17 points. Malgré la bonne défense croate, les Bleues profitent de contre-attaques pour créer un premier écart à 22-13 après 10 minutes. Diandra Tchatchouang (10 points, 2 rebonds, 3 passes décisives) se joue de la défense de zone adverse et Aby Gaye (3 points, 6 rebonds) s'illustre dans le jeu intérieur pour donner 21 points d’avance (46-25) à mi-temps. Malgré l'activisme de Sarah Michel (13 points, 3 rebonds et 7 passes décisives), la Croatie maintient l'écart dans le troisième quart-temps (69-47). La dernière période se déroule sans enjeu. Côté croate, Ana Lelas inscrit 13 points alors que l'américaine naturalisée Shavonte Zellous finit le match avec 9 points, 1 rebond et 1 passe décisive. Pour Sarah Michel, « On a été sérieuses en 1re mi-temps. Après on a géré en 2e période ». « Cela fait plaisir de retrouver l'équipe de France, son ambiance, de reporter le maillot tricolore et de rejouer. Ces deux victoires sont dans la continuité des premières fenêtres FIBA. Ce n'est pas parfait mais on va continuer à travailler. Il y a encore eu un super public ce soir. » complète Diandra Tchatchouang. Valérie Garnier conclut : « Nous sommes satisfaits. C'était l'objectif de terminer avec 6 victoires (...)  L'un [des besoins] c'est d'être constantes pendant 40 minutes. On l'a été pendant 20 minutes, mais après on s'est laissé emporter par les 20 points d'avance à la pause (...) Si on veut avoir des ambitions pour l'Euro 2017, il faut travailler et progresser sur l'ensemble de ces points, ».